# Belval-Bois-des-Dames
Belval-Bois-des-Dames is een gemeente in het Franse departement Ardennes in de regio Grand Est en telt 32 inwoners (2018). De plaats maakt deel uit van het arrondissement Vouziers.

## Geschiedenis
De gemeente maakte deel uit van het kanton Buzancy tot dit op 22 maart werd opgeheven en gemeenten werden opgenomen in het kanton Vouziers.

## Geografie
De oppervlakte van Belval-Bois-des-Dames bedraagt 19,5 km², de bevolkingsdichtheid is dus 2 inwoners per km².
De onderstaande kaart toont de ligging van Belval-Bois-des-Dames met de belangrijkste infrastructuur en aangrenzende gemeenten.

## Demografie
Onderstaande figuur toont het verloop van het inwonertal (bron: INSEE-tellingen).

Vanwege een beveiligingsprobleem met de MediaWiki Graph-software is het momenteel niet mogelijk deze grafiek weer te geven. Zodra de software is bijgewerkt zal de grafiek vanzelf weer zichtbaar worden.